# Hessentag 1976

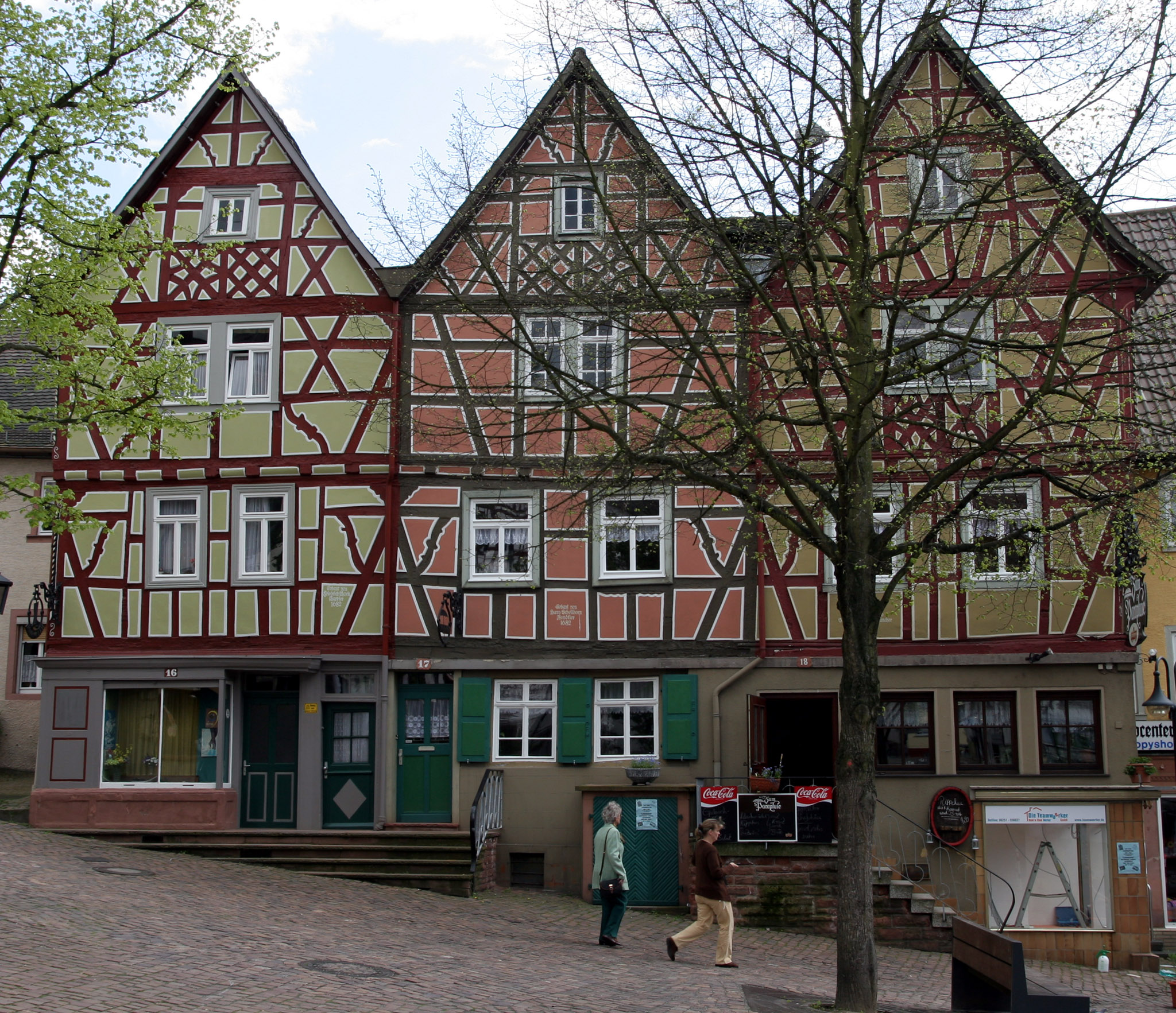
Einige der zum Hessentag renovierten Fachwerkhäuser

Der Hessentag 1976 fand vom 5. bis 13. Juni 1976 in Bensheim statt. Eröffnet wurde er durch den damaligen hessischen Ministerpräsidenten Albert Osswald. Das Hessentagspaar bildeten die Geschwister Jutta und Rolf Schmidt.
In diesem Zeitraum fanden 150 Veranstaltungen mit rund 345.000 Besuchern statt. Die wichtigsten Veranstaltungsorte waren die Landesausstellung am Berliner Ring, der Vergnügungspark in der Eifelstraße, die Veranstaltungsbühne auf dem Badesee und das Weiherhausstadion. Aus Anlass des 200. Geburtstages der USA wurde durch den damaligen Botschafter der USA in Deutschland, Martin J. Hillenbrand, eine Ausstellung mit dem Thema Hessen und die amerikanische Revolution 1776 eröffnet.
Der Festzug unter dem Motto „Wir Hessen“ umfasste 379 Zugnummern und dauerte über vier Stunden.
Bensheim profitierte vor den Festtagen vor allem durch Landeszuschüsse zur Sanierung weiter Teile der Altstadt. Die heute in der Altstadt vorzufindenden Fachwerkfassaden wurden in der Mehrzahl in Vorbereitung des Landesfestes freigelegt. Auch die Sanierung des Walderdorffer Hofes, eines der ältesten Fachwerkgebäude Süddeutschlands, und der Bau des Bürgerhauses fanden vor dem Hessentag statt.
Bensheim war 2014 erneut Ausrichterin des Hessentags.